# Bastegöl (Kråksmåla socken, Småland, 632080-150966)
Bastegöl är en sjö i Nybro kommun i Småland och ingår i Alsteråns huvudavrinningsområde.